# Bret Hart
Bret Sergeant Hart (Calgary, 2 de julho de 1957) é um ex-lutador de wrestling profissional e amador, ator e escritor américo-canadense, mais conhecido pelo seu trabalho na World Wrestling Federation/Entertainment (WWF/WWE) e na World Championship Wrestling (WCW) como Bret "The Hitman" Hart. Bret é membro da tradicional família Hart e, semelhante aos seus parentes, iniciou como lutador amador nas universidades e colégios da região onde nasceu. Juntamente com a alcunha "The Hitman", a técnica e agilidade de Hart lhe rendeu os apelidos de "The Excellence of Execution" e de "The Pink and Black Attack", este último em referência à sua personalidade no ringue, bem como aos óculos escuros utilizados para assinar autógrafos, que eram dados para jovens do público antes do início das lutas.
Hart estreou no wrestling profissional em 1978 na promoção de seu pai, Stu Hart, a Stampede Wrestling. Após a WWF comprar a Stampede em 1984, ele começou a aumentar sua popularidade como um dos membros da dupla (tag team) The Hart Foundation, juntamente com seu cunhado Jim Neidhart. Hart também se destacou como um lutador individual, tendo se tornado Campeão da WWF em 1992 após a dissolução da equipe. Em 1997, Bret reformou a Hart Foundation, transformando-a em uma equipe com vários membros: ele, Neidhart, seu irmão mais jovem Owen Hart, seu cunhado Davey Boy Smith, e Brian Pillman. No mesmo ano, ele se envolveu no controverso e polêmico "Montreal Screwjob", que marcou a sua ida para a WCW, onde foi campeão mundial até a sua aposentadoria, em 2000. Após retirar-se oficialmente do wrestling, Hart fez aparições esporádicas na World Wrestling All-Stars (WWA) entre 2001 e 2003, tornando-se comissário da promoção. Hart foi introduzido no Hall da Fama da WWE em 2006 pelo seu ex-rival Stone Cold Steve Austin. Durante o ano de 2010, atuou em participações especiais na empresa, onde tornou-se gerente geral da divisão Raw.
Hart conquistou inúmeros títulos desde a sua estreia na década de 1970, com um total de trinta e dois campeonatos. Entre outros reconhecimentos, ele foi campeão mundial sete vezes, tendo sido Campeão da WWF cinco vezes e Campeão Mundial de Pesos-Pesados da WCW duas. Hart também é o recordista de maiores reinados como Campeão dos Estados Unidos da WCW/WWE, com cinco vitórias; além de se tornar o terceiro Campeão da Tríplice Coroa. Em adição, foi o vencedor do Royal Rumble de 1994 (juntamente com Lex Luger), e o único duplo-vencedor do torneio King of the Ring. Hart tem sido recentemente descrito por publicações da WWE como um dos maiores lutadores e ídolos da história do wrestling profissional.

## Adolescência
Oitavo filho do patriarca do wrestling Stu Hart, Bret Hart nasceu em Calgary, Alberta no seio da família de tradicionais de lutadores Hart. Sua entrada no wrestling profissional deu-se ainda em uma idade incrivelmente jovem, virtude desta tradição familiar. Ainda criança, ele testemunhou seu pai treinando futuros super astros da luta (como Billy Graham, por exemplo) em sua "The Dungeon" (literalmente "A Masmorra"), tendo sido este porão da residência onde moravam provavelmente o mais notório centro de treinamento do mundo em se tratando de wrestling. Antes das aulas na escola, o pai de Bret, também sendo ele um promotor de eventos de wrestling, o fazia distribuir panfletos de apresentações e eventos locais sobre o esporte.
No documentário lançado em 1998, Hitman Hart: Wrestling with Shadows, Hart reflete sobre sobre os duros treinamentos impostos a ele por seu pai, descrevendo como Stu o colocava em chaves de submissão (torções ou estrangulamentos no wrestling, tendo estes o objetivo de fazer o oponente desistir da luta) excruciantes enquanto instigava com palavras duras seu filho adolescente durante as mesmas. O castigo sofrido nestas sessões por vezes era tão severo que chegara a deixar o jovem Bret com vasos sanguíneos rompidos em seus olhos. Bret também, no entanto, lembra do comportamento muito mais ameno e agradável que seu pai tinha com seus conhecidos, e do crescimento de sua visibilidade no ambiente do wrestling profissional.

## Wrestling amador
No Ernest Manning High School, Bret tornou-se um estudante prodigioso na divisão de wrestling amador. Ele declarou que havia unido-se ao time de wrestling "pela única razão de que meu pai esperava isto de mim... ninguém me mandou fazer isto." Ele conquistaria grandes campeonatos em vários torneios por Alberta, incluindo o campeonato estadual de 1974 em Calgary. Ele obteve uma vitória sobre o competidor Bob Eklund – que mais tarde tornaria-se campeão nacional CIS, ganhando o prêmio de "Melhor Lutadores de Wrestling do Ano 1980-1981" – durante este campeonato. Bret Hart descreve este momento onde ele exibiu a medalha de campeão ao seu pai, Stu, como "marcante e emocionante", e que seu relacionamento para com seu pai "tomou um rumo diferente daquele dia em diante". Até hoje, Bret considera sua medalha escolar como uma de suas mais queridas e importantes premiações: "De fato, mesmo tendo vencido todos os torneios do wrestling profissional de ambas as federações, incuíndo sete títulos de campeão mundial dos pesos pesados que me fizeram ganhar o mundo, eu ainda tenho muita consideração pela medalha do campeonato estadual que conquistei nos idos de 1974. Ela fez tanto para aumentar minha confiança e auto-estima que provou-se ter sido uma das maiores guinadas em toda a minha vida".
Após ler no jornal Calgary Sun uma coluna de Bret sobre este fato, o medalhista de ouro canadense Daniel Igali, medalhista nos Jogos Olímpicos, disse que significou imensamente a ele saber o quanto aquela medalha significava para Hart.
Pelo ano de 1977, Bret era o campeão colegial do Mount Royal College, onde ele cursava produção cinematográfica. Seus treinadores e outros a sua volta sentiram que ele mostrava grande potencial para bons resultados na competição dos Jogos Commonwealth, que aconteceriam no ano seguinte, e encorajaram-no à treinar para este evento. Bret, no entanto, estava hesitante e havia começado a achar que o wrestling amador era pouco recompensador frente às frequentes lesões e o peso flutuante das categorias, e já demonstrava vontade de "abandonar o barco". Fora dito à Bret o quanto Stu ainda acreditava nele, a quem ele descrevia como capaz de "virar-se do avesso em sua própria pele", sendo perfeitamente possível a ele chegar às Olimpíadas ou aos Jogos da Commonwealtch se ele esforçasse de fato. Quando perguntado por seu pai "Não gostaria de andar pelas ruas e ouvir as pessoas dizerem 'olhem, aquele alí é o Bret Hart! Ele realmente ganhou uma medalha de ouro no wrestling?'", Bret respondeu "Eu prefereria passar por estas mesmas pessoas guiando um carro zero", fazendo uma alusão ao seu sonho de tornar-se um famoso diretor de cinema.
Bret, eventualmente, sentiu que a única maneira de abandonar o wrestling amador sem desapontar seu pai era tornar-se um lutador de wrestling profissional. Suas notas na faculdade foram tornando-se cada vez mais fracas e seu interesse na produção cinematográfica minguou. Ele começara a dedicar-se totalmente ao wrestling profissional, e havia iniciado seus treinamentos com a promoção Stampede Wrestling, de seu pai. À Bret, muito foi dito sobre o quanto foi útil sua experiência como amador em sua carreira de lutador de wrestling profissional, e também fora muito comentado sobre os efeitos benéficos do wrestling amador em escolas elementares de primeiro e segundo graus em termos de ajudar os jovens esportistas a construírem uma sólida auto-confiança.

## Carreira no wrestling profissional

### Stampede Wrestling (1978-1984)
Aos 20 anos, Bret Hart começou a trabalhar para a promoção de seu pai em Calgary, a Stampede Wrestling, com o mesmo servindo-lhe como empresário durante este tempo. Hart inicialmente ajudava atuando como juiz para as lutas, mas num evento que lhe era destinado, um dos competidores estava impossibilitado de apresentar-se. Isto forçou Stu a pedir à seu filho para lutar em seu lugar como substituto, pavimentando desta maneira o caminho para o primeiro evento de Bret em Saskatoon, Saskatchewan. Algum tempo depois, ele tornaria-se um competidor integrante do plantel da promoção, eventualmente aliando-se ao seu irmão Keith Hart para juntos conquistarem o Campeonato de Duplas por quatro vezes. No início desta caminhada, porém, Bret ainda não tinha bem certeza se queria seguir carreira como lutador de wrestling profissional, não raramente pegando-se a contemplar a ideia.
Bret ganhou muito de suas experiências mais importantes com os combatentes japoneses e treinadores legítimos Mr. Hito e Mr. Sakurada, mais tarde enautecendo-os como seus mais importantes professores. Não após longo período, o jovem Hart maravilhava grandes plateias com suas lutas impactantes contra Dynamite Kid. No meio do wrestling ao lado de seus irmãos e até mesmo de sua já idoso pai, Hart fez-se conhecer por não "subir nas costas" de nenhuma figura importante (como lutadores mais experientes ou filhos de promotores de eventos) para alcançar algo mais facilmente. Ele lutou e apanhou como lhe foi exigido, extraindo grande orgulho na credibilidade de suas performances. Como ele disse sobre sí mesmo, "ninguém consegue levar uma surra tão grande como Bret Hart". Mesmo hostilizando participações em entrevistas ou discursos diante à grandes multidões, Bret prosseguiu para vencer os títulos mais importantes da promoção, incluindo dois campeonatos "British Commonwealth" de meio-pesados, cinco campeonatos internacionais de duplas e ainda seis campeonatos norte-americanos dos pesos-pesados. Hart ainda lutou com o na época famoso Tiger Mask no New Japan Pro Wrestling e manteve-se como um dos atletas mais bem-sucedidos da Stampede até que a promoção, juntamente com muitos de seus atletas, foram adquiridos pela World Wrestling Federation (Federação Mundial de Wrestling) em agosto de 1984.

### World Wrestling Federation (1984-1997)

#### Hart Foundation e lutas singulares
Ao iniciar na WWF, foi pedido à Bret Hart para que ele estreasse como lutador solo e interpretando um personagem (gimmick) de cowboy, mas ele recusou-se de imediato, dizendo que, de onde ele vinha, "se você chama a sí mesmo de cowboy, é melhor mesmo que você seja um de fato". Ao invés disto, ele pediu para que pudesse fazer uma dupla com seu cunhado Jim "The Anvil" Neidhart que havia sido empresariado por Jimmy Hart, pedindo também para que esta parceria fosse chamada de Hart Foundation (Fundação Hart). Ele fez sua primeira participação televisionada para a Federação Mundial de Wrestling em agosto de 1984, numa luta de duplas onde aliou-se a outro de seus cunhados, The Dynamite Kid. Em 1985, agora sob a alcunha de Bret "Hit Man" Hart, ele acabaria eventualmente unindo-se à Neidhart para assim ajudar a construir e consolidar a divisão de duplas da promoção. Originalmente uma equipe de lutadores desleais (heel), eles ainda aliaram-se ao empresário Jimmy Hart, e logo o nome da equipe ficou atado aos seus integrantes graças aos nomes de Bret, Anvil e Jimmy, não cabendo nesta nenhum outro lutador.
Na WrestleMania II, eles participaram de uma batalha livre com 20 competidores (battle royal) a qual foi vencida por André the Giant. Bret foi o último competidor a ser eliminado por André, feito este considerado histórico. A agilidade de Bret e seu estilo técnico refinado lhe renderam o nome de "The Excellence of Execution" ("A Exelência da Execução", apelido dado por Gorilla Monsoon), criando assim um curioso contraste com a força e habilidades de combate de seu parceiro Neidhart. Durante este período, Hart implementaria à sua persona seus clássicos óculos espelhados, inicialmente utilizados como um disfarce ao seu nervosismo durante campanhas de publicidade. Bret Hart considera, inclusive, que seu "microphone work" (habilidades discursivas, descontração perante o microfone) foi o ponto mais fraco em seu repertório durante sua carreira. Para suprimir esta fraqueza, ele apoiava-se em suas performances no ringue como principal arma para angariar fãs.
Bret ascendeu para a fama na WWF já pelo meio da década de 80, e a Hart Foundation venceu o Campeonato de "Tag Team" WWF por duas vezes. Seu primeiro reinado iniciou-se em 7 de fevereiro de 1987 durante a edição do Superstars, onde derrotaram os British Bulldogs para conquistarem o título. Eles acabaram por perder este mesmo título para a Strike Force no Superstars de 27 de outubro.
Mais tarde, eles adotariam o apelido "The Pink and Black Attack" ("O Ataque Rosa e Preto"), o qual continuaria a ser usado por Bret em sua carreira solo. Isto deu-se em referência às cores de suas roupas de luta, bem como aos óculos espelhados assinatura de Bret, o qual ele rotineiramente presenteava a alguma criança da plateia, isto após a mudança da dupla para favoritos do público (faces), ocorrida em 1988.
Vince McMahon interpelou Bret com a ideia de separar a Hart Foundation e torná-lo um lutador solo e limpo em 1988, dizendo a ele que era o recordista no recebimento de correspondência dos fãs dentre todos os lutadores de seu plantel. Porém, McMahon acabou convencendo-se de que a Hart Foundation era muito importante para simplesmente ser dissolvida desta maneira, portanto modificou seu plano original e o pôr em prática para a dupla, tornando-os limpos para aumentar ainda mais sua popularidade. Bret, no entanto, acabou sendo escalado na maioria das vezes para lutas um contra um. Na WrestleMania IV, ele foi novamente o último a ser eliminado de uma battle royal, desta por Bad News Brown. Hart então desafiou The Honky Tonk Man pelo título de Campeão Intercontinental WWF no WWF Wrestling Challenge de 18 de julho de 1988, com a luta concluindo-se numa dupla desclassificação por contagem (double count-out). Durante o período entre o fim da década de 1980 e o início dos anos 1990, Bret continuaria a ser cada vez mais visto competindo em confrontos um contra um, aumentando assim sua característica de lutador solo. Nestes duelos, ele viria a competir contra nomes como André the Giant, Ricky Steamboat, Curt Hennig, "Macho Man" Randy Savage and Shawn Michaels.
No SummerSlam de 1990, a Hart Foundation voltaria a dar sinais expressivos de vida ao conquistarem pela segunda vez o título de duplas da promoção ao derrotarem os membros da Demolition Crush e Smash num confronto duas de três quedas (two out of three falls match), ainda que contando com uma sutil ajuda da Legion of Doom. Um evento controverso ocorreu em 30 de outubro, onde a Hart Foundation quase perdeu seu título para a dupla The Rockers, composta por Marty Jannetty e Shawn Michaels, que venceram a luta contra os canadenses. A polêmica deu-se em razão da reversão do resultado desta luta pelo presidente Jack Tunney, que tomou esta decisão em virtude de uma das cordas ter desprendido-se do córner durante o confronto, fato pelo qual esta vitória jamais foi reconhecida na televisão. O reinado da Hart Foundation duraria então até a WrestleMania VII, evento no qual a dupla The Nasty Boys saiu-se vitoriosa.
Enquanto a carreira de Bret Hart na WWF progredia, ele continuamente descrevia-se como "The best there is, the best there was, and the best there ever will be" ("O melhor que há, o melhor que já houve e o melhor que sempre haverá", palavras derivadas do filme The Natural, de 1984), justificando esta conotação por três virtudes: ele nunca feriu um oponente onde tenha de fato sido o culpado por tal; ao longo de toda a sua carreira, perdera somente uma apresentação (resultado de uma complicação em seu voo); e, finalmente, que apenas uma vez recusara-se a perder uma luta — seria esta a sua apresentação final na WWF contra seu adversário de longa data Shawn Michaels no evento Survivor Series de 1997, o que culminou no escandaloso incidente Montreal Screwjob.

#### Popularidade solo
Após a WrestleMania VII, a Hart Foundation separou-se e Bret iniciou uma bem sucedida carreira solo. Ele venceu seu primeiro Campeonato Intercontinental WWF tendo derrotado Mr. Perfect com seu "Sharpshooter" durante a SummerSlam em 1991, e em seguida venceu o torneio King of the Ring em 7 de setembro do mesmo ano no Providence Civic Center em Providence, Rhode Island. Hart foi então colocado em um "feudo" com The Mountie. Este feudo teve início quando o empresário de Mountie, Jimmy Hart, atirou água em Bret. Então, Mountie o atacou com uma vara elétrica (usada normalmente para instigar-se o gado), dando ao molhado Bret um choque elétrico atordoante e derrotando-o desta maneira. Após isto, Roddy Piper derrotaria Mountie com um "Sleeper Hold" na Royal Rumble de 1992. Finalmente, mais tarde, Bret faria a cobertura para a contagem de 3 em Piper para conquistar seu segundo título intercontinental na WrestleMania VIII ainda naquele ano e fechando assim o ciclo. Em uma Prime Time Wrestling gravada em 21 de julho de 1992, Bret Hart derrotou Shawn Michaels, com o cinturão de campeão intercontinental suspenso sobre o ringue, na primeira luta com escadas (ladder match) na história da WWF.

#### Presença em eventos principais
Bret perdeu o Título Intercontinental WWF para seu cunhado, Davey Boy Smith, em seu primeiro evento principal em um pay-per-view - o SummerSlam de 1992 para uma plateia de mais de 80.000 fãs no Wembley Stadium. Os leitores da Pro Wrestling Illustrated elegeram esta a "Match of the Year" ("Luta do ano"); WWE nomeou esta luta como sendo a melhor da história do SummerSlam. Após ser induzido ao WWE Hall of Fame em 2006, Hart citou que esta foi a luta favorita de sua carreira. Após perder o título intercontinental, Hart se tornou o desafiante ao Título de Campeão WWF. Ele ganhou o título de Ric Flair no Prime Time Wrestling gravado no Credit Union Centre em Saskatoon, Saskatchewan no dia 12 de Outubro daquele ano, em um combate não apresentado originalmente pela WWF - O combate na verdade foi lançado em vídeo pela Coliseum Video. Bret deslocou um de seus dedos da mão direita durante a luta, mas o recolocou no lugar para que isso não afetasse seu desempenho.
Bret conseguiu manter o título contra Shawn Michaels no 1992 Survivor Series, e também derrotou Razor Ramon no 1993 Royal Rumble. Ele defenderia o título também contra wrestlers como Papa Shango e o ex-campeão Ric Flair antes de perder para Yokozuna em seu primeiro evento principal na WrestleMania IX, após uma interferência de Mr. Fuji. Fuji então desafiou Hulk Hogan, que havia vindo ajudar Hart, a competir pelo título; Hogan então ganhou seu quinto título WWF. Pouco depois, no entanto, Bret ganhou o primeiro pay-per-view King of the Ring em 1993 (os torneios anteriores foram eventos não televisionados), derrotando Razor Ramon, Mr. Perfect, e Bam Bam Bigelow, se tornando o único duas vezes King of the Ring na história da WWE. Após ser coroado, Hart foi atacado por Jerry "The King" Lawler. Lawler disse ser único e verdadeiro rei e iniciou um desentendimento com Hart e sua família. Isso se tornou em uma rixa intensa de dois anos, que veio a ser considerada uma das maiores da história do wrestling profissional. Os dois confrontaram-se no SummerSlam em 1993, para determinar o "Undisputed King of the World Wrestling Federation" (rei da WWF), onde Hart ganhou, orinalmente, por submissão, usando o "Sharpshooter". No entanto, Bret não desfez o movimento contra Jerry após o término, e a decisão acabou sendo revertida em favor a Lawler. De acordo com Hart, estaria sendo marcada uma luta entre ele e o campeão da WWF no momento, Hulk Hogan em um grande evento, mas Hogan decidiu perder o cinturão para Yokozuna em sua última aparição pela WWF no King of the Ring de 1993. Hart e seu irmão mais novo, Owen Hart, iriam também baterem-se com Lawler em 1993 na United States Wrestling Association (USWA), onde Lawler venceu Owen levando seu título de Campeão Unificado dos Pesos-Pesados USWA. A rivalidade Lawler-Hart foi nomeada "Feud of the Year" pelo Wrestling Observer Newsletter, e igualmente pelos leitores do Pro Wrestling Illustrated.
Após meses lidando com Lawler, Bret voltou seu foco novamente ao título da WWF. Ele pediu uma revanche contra Yokozuna pelo título na WrestleMania IX no dia 20 de Novembro em uma edição de  WWF Superstars. Quando Bret parecia ter a luta ganha, com Yokozuna preso no "Sharpshooter", Owen apareceu para parabenizar seu irmão. O árbitro começou a questionar os motivos de Owen, o que permitiu Fuji atacar Bret. Owen então se envolveu no combate, resultando na vitória de Yokozuna por disqualificação. O desentendimento dos irmãos pós-luta encaminhou uma rivalidade familiar que iria se arrastar por todo o ano de 1994. Bret foi eleito "WWF Superstar of the Year"  em 1993 pelos fãs, assim como um dos 500 melhores wrestlers do ano pelos leitores da Pro Wrestling Illustrated.

#### Problemas familiares
No Survivor Series, os Harts (Bret, Owen, Bruce, e Keith) enfrentaram Shawn Michaels (em substituição à Jerry Lawler, o qual afastara-se devido à questões legais) e seus "cavaleiros". A família Hart saiu-se vitoriosa, com sua equipe quase intacta ao final da luta, exceto por Owen, o único Hart eliminado. Owen culpou Bret por sua eliminação nas semanas que seguiram-se, acusando o irmão de impedi-lo de mostrar todo o seu potencial. Owen exigiu de Bret uma luta um contra um (singles match) entre os dois, a qual Bret recusou-se a aceitar. Na "storyline", Bret, juntamente com seus parentes, trabalharam no feriado de Natal para reunirem a família e resolverem assim suas rivalidades.
Na Royal Rumble em janeiro, Bret e Owen enfrentaram The Quebecers pelos cinturões do campeonato de duplas WWF. O juiz Tim White interrompeu a luta ao considerar Bret incapaz de continuar após ter sofrido uma lesão no joelho (kayfable) durante o confronto. Após isto, Owen hostilizaria seu irmão por este ter-lhes custado uma oportunidade de conquistarem o título e raivosamente ataca o joelho ferido de Bret, iniciando-se assim uma rivalidade (feud) entre ambos. Mais tarde ainda durante este evento, Hart conseguiu participar da edição de 1994 da Royal Rumble que seria cercada de controvérsias. Hart e Lex Luger eram os dois participantes finais da competição e eliminaram-se um ao outro ao mesmo tempo. Devido à isto, ambos os lutadores foram declarados co-vencedores desta Royal Rumble e receberiam assim oportunidades de competirem por títulos na WrestleMania X. Primeiramente, Luger conquistou a oportunidade de enfrentar Yokozuna, tendo Hart ainda que derrotar seu irmão Owen antes de ter sua disputa de título garantida. Mesmo tendo Bret perdendo esta luta contra Owen, ele ainda competiu contra Yokozuna e o derrotou, conquistando desta maneira seu segundo título de Campeão WWF. Bret continuou a rivalizar com seu irmão Owen enquanto começava uma nova rivalidade contra Diesel.
O amigo de Bret e ex-campeão de duplas Jim Neidhart retornou nesta época à WWF para reunir-se com seu perceiro de Hart Foundation. No evento King of the Ring, Bret Hart defenderia com sucesso seu título WWF contra Diesel numa emocionante luta. No momento que Bret levava vantagem sobre seu gigantesco oponente, Shawn Michaels interferiu à favor de Diesel. Diesel estava bem próximo da vitória, principalmente após ter desferido seu famoso "Jackknife Powerbomb". Bem quando ele cobriria Hart para a contagem de 3, Neidhart veio em auxílio do amigo. Esta interferência foi notada pelo juiz (ao contrário da interferência de HBK) e rendeu a Diesel a vitória pela desclassificação de Bret Hart, que reteria o título do mesmo jeito caso isto acontecesse. Contudo, Neidhart abandonou o ringue deixando Bret vulnerável ao ataque de Diesel e Michaels que segui-se após. As intenções de Neidhart ficariam claras quando ele ajudou Owen Hart a vencer o torneio daquela noite, então dando à Owen uma chance de disputar o título contra seu irmão. Na SummerSlam, Bret defenderia seu título contra Owen em uma luta na gaiola de aço (steel cage match), na qual sagrou-se vencedor mais uma vez. Esta luta chamou atenção pela intensidade, recebendo uma avaliação de 5 estrelas do crítico americano especializado Dave Meltzer da Wrestling Observer Newsletter, e a rivalidade entre os dois irmãos terminou por ser votada como a "Feud of the Year" (Rivalidade do Ano) pelos leitores da Pro Wrestling Illustrated (novamente Bret integrando uma rivalidade épica e premiada).
Bret eventualmente perderia seu título de Campeão WWF no PPV Survivor Series do ano seguinte, em uma luta de submissão (submission match) contra Bob Backlund, onde o representante de cada lutador (sendo Davey Boy Smith por Bret e Owen por Backlund) deveria "jogar a toalha" para o lutador que estivesse representando caso considerasse a luta perdida para ele. Quando Bret estava preso no movimento de submissão "'Crossface Chickenwing" de Backlund e Davey Boy estava nocauteado (kayfabe), Owen persuadiu sua mãe Helen a jogar a toalha por Bret, dando à Backlund a vitória e o título. A rivalidade entre Bret e Backlund continuaria ainda ao longo deste ano. Ele foi votado pelos leitores da Pro Wrestling Illustrated como o lutador do ano de 1994, vencendo pelo segundo ano consecutivo.

#### Várias rivalidades e boatos

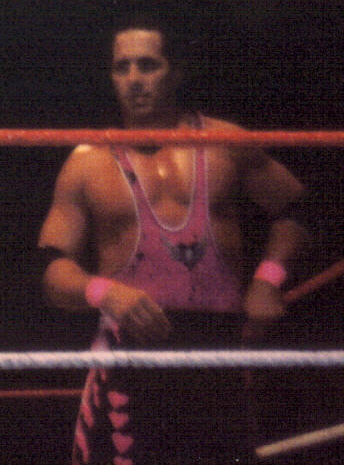
Hart em 1995

Bret desafiaria Diesel pelo seu cinturão de campeão WWF na edição de 1995 do Royal Rumble, numa luta constantemente perturbada por interferências externas e que encerrou-se com um empate. Em uma revanche da disputa ocorrida na Survivor Series, ele derrotou Bob Backlund numa luta "I Quit" ("Eu Desisto" no português) desta vez na WrestleMania XI. Bret Hart ainda competiria na primeiríssima luta da série de PPV da WWF In Your House, derrotando Hakushi neste evento inaugural. A antiga rivalidade entre Bret e Jerry Lawler reacendeu com força neste evento, com a derrota de Hart para o "King" devido a uma interferência de Hakushi (agora discípulo de Lawler). Mais tarde porém, Bret o derrotaria em uma luta "Kiss My Foot" (traduzindo, "Beije meus Pés") na King of the Ring, e derrotaria ainda o dentista particular de Lawler, o monstruoso Isaac Yankem na SummerSlam daquele ano. Durante sua rivalidade com Jerry Lawler, Hart ainda envolveria-se em uma rivalidade secundária com seu compatriota canadense Jean-Pierre Lafitte, o qual havia roubado a jaqueta com a qual Hart vinha ao ringue e ainda tomado de uma criança na plateia um óculos espelhado dado a ela por Bret, declarando-se como o verdadeiro "Hit Man" da WWF. Esta rivalidade culminou em uma vitória de Bret no In Your House 3: Triple Header, após a qual ele foi nomeado como o contentor número 1 ao título de campeão da WWF.
Bret Hart conquistou pela terceira vez o título de campeão da WWF no Survivor Series em uma luta sem desclassificações (no disqualification match) contra Diesel. Em uma revanche de seu confronto passado na edição de 1992 da SummerSlam, Hart defendeu com sucesso seu título contra Davey Boy Smith, agora como lutador sujo, no evento In Your House 5: Seasons Beatings, apresentação esta que Bret considera uma de suas piores em toda sua carreira. Ele foi derrotado por The Undertaker por desclassificação durante a Royal Rumble de 1996 devido a uma interferência de Diesel, terminando por manter seu título WWF. Em 5 de fevereiro na Raw, Bret derrota o mesmo Undertaker também por desclassificação e novamente por interrupção de Diesel. Bret reteria seu título contra o persistente Diesel em uma luta na gaiola de aço no In Your House: Rage in the Cage, e ainda derrotaria Hunter Hearst Helmsley, o qual estava invicto na Raw, na edição de 4 de março do show. O nomeado Conselheiro da WWF Roddy Piper anunciou que Bret deveria enfrentar Shawn Michaels, que havia conseguido uma oportunidade de título na WrestleMania XII graças a sua vitória na Royal Rumble, em uma luta de 60 minutos sob regras iron man do evento. Nela, o lutador que mais marcasse contagens de 3 ou submissões durante o período de 60 minutos venceria a competição e também o título de campeão WWF.
Na tão aguardada WrestleMania, com menos de um minuto faltando no cronômetro e com o placar do confronto ainda em zero-a-zero, Michaels cometeu um deslize e pulou da segunda corda num golpe aéreo contra Bret. O "HitMan" conseguiu agarrar as pernas de HBK e, imediatamente, "fechou o cadeado" de seu famoso "Sharpshooter". Porém, Michaels não "bateu" nos últimos 30 segundos da luta que passou preso ao movimento de submissão de Bret e a luta terminou empatada. O então presidente Gorilla Monsoon surgiu para ordenar que a luta continuasse em morte súbita até que houvesse um vencedor. Michaels conseguiria neste tempo extra encaixar um "superkick" em Hart para agarrar a vitória e o título de campeão.
Leitores da Pro Wrestling Illustrated votaram esta como o "Match of the Year"; muito mais tarde, já em 2004, fãs da WWE votaram nesta luta como a mais épica da história WrestleMania. Após este lendário evento, Bret Hart teve um enorme hiato na televisão. Ele consideraria ofertas de emprego tanto na WCW quanto na WWF, mas terminaria por assinar novo contrato com a WWF no final das contas. Ele foi indutado no Wrestling Observer Newsletter Hall of Fame, classe de 1996.

#### Rivalidade com Austin e reunião da Hart Foundation
Durante o verão, Steve Austin, que acabara de vencer a edição de 1996 do King of the Ring, continuamente convocava Bret Hart, desafiando-o a voltar e lutar com ele. Após uma lacuna de 8 meses fora da televisão, Bret retornaria já derrotando Austin no desafio proposto pelo mesmo na Survivor Series pelo posto de contentor número 1 ao título da WWF. Bret desafiou o então campeão Sycho Sid no evento do mês seguinte In Your House 12: It's Time, no qual Shawn Michaels, que servia como comentarista convidado ao lado do ringue, acidentalmente custou à Bret a vitória após ter interferido na luta por ter sido atacado pelo "psicótico" Sid (parte da rivalidade entre os dois). A rivalidade entre Hart e Austin inflamou-se como gasolina na Royal Rumble daquele ano, quando Bret eliminou Austin da competição arremessando-o para fora do ringue, apenas para Austin (sem que os juízes percebessem a eliminação válida de Hart) retornasse para o ringue e terminasse por vencer a Rumble.
Bret Hart demitiu-se da WWF na Raw da noite seguinte em protesto ao ocorrido. Para resolver a controvérsia de uma vez por todas, uma luta com 4 participantes ("fatal four-way") sendo estes Steve Austin e os 3 participantes que ele eliminara após voltar ilegalmente ao ringue na Rumble (Vader, The Undertaker e Bret Hart), foi marcada para o PPV Your House 13: Final Four, sendo que o vencedor da contenda tornaría-se o número 1 para lutar pelo título mundial. Porém, após Shawn Michaels (o campeão naquele momento) ter abdicado do cinturão, a luta tornou-se oficialmente uma disputa pelo título WWF. Bret derrotaria nesta grande competição Austin, Vader, e The Undertaker para conseguir a vitória. No entanto, Austin assegurou-se que o quarto reinado de Bret tivesse curta duração, ao custar a ele uma defesa de título contra Sid na Raw da noite seguinte. Em virtude desta derrota, Bret desafiaria Sid por seu cinturão WWF em uma luta na gaiola de aço ("steel cage match") pouco antes da WrestleMania XIII (a décima segunda WrestleMania consecutiva de Bret, e também sua final até a WrestleMania XXVI), luta esta em que vimos Austin literalmente ajudar Bret como pôde a vencer a luta para assim assegurar que o confronto entre eles marcado para a WrestleMania 13 fosse realmente uma disputa de título. Paralelamente, The Undertaker, que tinha uma luta marcada contra Sid nesta mesma WrestleMania pelo título, auxiliou Sid à obter a vitória. Ao final do combate, Sid eventualmente conseguiu reter o título, levando a luta entre Hart e Austin a ser puramente uma guerra de ódio. Logo após a derrota para Sid, Hart atirou o "anunciante" Vince McMahon ao chão quando este tentava conduzir com ele uma entrevista pós-luta, e logo em seguida iniciou um vociferante discurso depreciativo contra McMahon e a direção da WWF. Este incidente não só foi citado como sendo um dos fundamentais para o início da chamada "WWF Attitude Era", como também o ponto de partida para o personagem de McMahon no programa, o proprietário tirano da WWF, "Mr. McMahon".
Na WrestleMania XIII, Hart e Austin tiveram sua guerra prticular numa luta de submissão que mais tarde ganharia uma avaliação 5 estrelas de Dave Meltzer. Ao final, Hart acertou o excruciante "Sharpshooter" em Austin, que mesmo ensanguentado e esgotado, recusou-se a desistir. De fato, Austin nunca o fez, mas acabou desmaiando pela perda de sangue e dor intensa. Ken Shamrock, o juiz convidado da luta, concedeu a vitória à Bret, após a qual Hart continuaria a agredir impiedosamente Austin. Isto orquestrou uma dupla mudança, transformando Austin num lutador favorito dos fãs (face) e Hart num a ser vaiado (heel). A luta foi aclamada como a "Match of the Year" pela Wrestling Observer Newsletter, e também votada para vencer nesta mesma categoria pelos leitores da Pro Wrestling Illustrated.
Hart desafiaria The Rock pelo campeonato intercontinental WWF no evento principal da edição de 31 de março da Raw. The Rock venceu por desclassificação quando Bret recusou-se a soltá-lo de um "figure-four leglock" aplicado em volta do corner (manobra considerada ilegal, para intensificar a dor infligida ao oponente). O "HitMan" em sua cruzada heel enfrentaria Austin novamente no evento principal da noite no In Your House 14: Revenge of the 'Taker, para determinarem quem enfrentaria o campeão WWF numa disputa pelo título no evento do mês seguinte, o In Your House 15: A Cold Day in Hell. Austin tinha Hart preso em seu próprio "Sharpshooter" bem ao meio do ringue, quando The British Bulldog veio interferir em salvamento à Bret, resultando numa desclassificação e dando à Austin a vitória e a oportunidade de disputar o título mundial. Eles encontrariam-se mais uma vez em uma competição estilo briga de rua (street fight) em 21 de abril na Raw, na qual Austin lesaria o calcanhar de Hart (este ainda heel) com uma cadeira de metal. A vitória desta luta acabou sendo conferida à Hart após Austin ter recusado-se a soltá-lo do "Sharpshooter" em que o havia posto. "Stone Cold" continuaria ainda a atacar Hart, mesmo este já deitado em uma maca na traseira de uma ambulância.
Nas semanas que se seguiram, Bret começaria a insultar os fãs americanos por estes sempre o receberem com uma reação negativa, o que ele dizia ir contra a lógica, já que sua popularidade continuava a aumentar em todo o resto do mundo. Reuniu-se com seu irmão Owen e seus cunhados Davey Boy Smith e Jim Neidhart para juntos formarem a nova Hart Foundation, com Brian Pillman como representante. Esta encarnação do grupo constituía numa associação antiamericana que se tornou extremamente famosa no Canadá e Europa. Como o líder do grupo, Bret Hart rotineiramente carregava a bandeira canadense ao vir ao ringue para lutas e campanhas publicitárias (promos) onde ele declarava a superioridade de sua pátria-mãe em detrimento aos americanos. Ele tornou-se tão odiado pela audiência americana que, não raro, atiravam-lhe detritos durante suas apresentações e caminhadas até o ringue, entrevistas e mesmo durante suas lutas. Ele seria até mesmo indicado à categoria "Most Hated Wrestler of the Year" ("Lutador mais Odiado do Ano") na votação de 1997 da Pro Wrestling Illustrated. Na In Your House 16: Canadian Stampede, que passou-se na cidade natal de Bret, Calgary, a Hart Foundation partiria para uma convincente vitória contra uma equipe formada por Steve Austin, Ken Shamrock, Goldust e The Legion of Doom que representavam o time dos EUA, em uma luta de equipes 5 contra 5 no evento principal da noite. Este combate marcaria o último de Bret contra Austin, muito embora Austin continuaria ainda em rivalidade com a Hart Foundation, mais particularmente com Owen Hart, o qual eliminou o "Texas Rattlesnake" com uma cobertura de 3 (pinfall) enquanto o mesmo encontrava-se distraído durante esta mesma luta. A rivalidade entre a Hart Foundation e Austin foi premiada como a "Feud of the Year" pela sempre presente Wrestling Observer Newsletter, bem como também foi aclamada por voto dos leitores da outra tradicional Pro Wrestling Illustrated para a mesma categoria.
Após a vitória de Bret no In Your House 16, ele jurou que se não pudesse derrotar The Undertaker pelo título mundial WWF no SummerSlam, ele nunca mais competiria novamente nos Estados Unidos. Bret, agora o principal lutador "heel" da empresa, conseguiu uma chance de lutar pelo título e acabou por conquistá-lo pela quinta vez após cuspir no rosto do juiz especialmente convidado para a luta Shawn Michaels. O ato de Hart fez com que Michaels apanhasse uma cadeira de ferro e partisse para cima do canadense, porém ele acabou por atingir acidentalmente Undertaker enquanto manipulava a cadeira. Michaels, que, como parte de outra estipulação para esta luta seria banido do wrestling nos Estados Unidos se não desempenhasse sua funçao de juiz de maneira imparcial, não teve outra escolha a não ser contar até 3 para a cobertura de Hart e dar-lhe a vitória e o título. Bret ainda defenderia com éxito seu cinturão contra The Patriot, com quem Bret envolveria-se em uma ferrenha rivalidade como parte do storyline Canada versus USA. No Ground Zero: In Your House, Bret derrotaria Patriot, vingando-se de uma derrota sofrida para ele semanas antes na Raw. Em uma revanche da SummerSlam, Undertaker desafiaria Hart pelo cinturão da WWF no PPV One Night Only. Nesta luta, após reverter uma tentativa de "Tombstone Piledriver" de Bret Hart, Undertaker atirou Hart na lateral do ringue quando este último recusava-se a soltar as cordas. Como resultado, o pescoço de Bret ficou preso nas cordas, e The Undertaker acabou sendo desclassificado. Bret menciona esta luta contra Taker como uma de suas favoritas entre todas, bem como sua última grande luta como empregado da WWF.
A rivalidade "Canadá vs EUA" chegou ao seu ápice durante o Badd Blood: In Your House, onde Bret e Davey Boy Smith, representando o Canadá e a Hart Foundation, derrotaram The Patriot e Vader, que representavam os EUA, numa luta denominada "Flag Match". Fãs que assistiam ao vivo ficaram tão ultrajados com o resultado que atiraram uma verdadeira tormenta de detritos no ringue - alguns até mesmo pularam por sobre a murada de proteção, mas foram rapidamente subjulgados pela equipe de segurança da arena.
Já no final de 1997, a Hart Foundation rivalizou brevemente com o grupo afro-americano Nation of Domination, como parte de uma controversa história na qual Shawn Michaels - liderando a D-Generation X - vandalizou os vestiários da Nation com pichações racistas, para incriminar a Hart Foundation. Em retribuição, durante uma entrevista com a D-Generation X, Bret chamou os integrantes Triple H (ainda referido naqueles tempos como "Hunter Hearst Helmsley") e Shawn Michaels de "homos". Mais tarde Hart desculparia-se por sua participação nesta história e ainda diria que foi pressionado a cumpri-la: "Não sou de forma alguma um racista. Não acho que isto seja um assunto para se brincar levianamente. Também gostaria de desculpar-me pelas citações que fiz em relação aos gays. Foi um erro estúpido de minha parte." Bret faria uma defesa bem-sucedida de seu cinturão WWF contra o líder da Nation of Domination, Faarooq, na edição de 20 de outubro do Raw, e em sua penúltima participação num campeonato WWF, lutou contra Ken Shamrock no dia 27 do mesmo mês, ainda no Raw.

#### Montreal Screwjob e afastamento
Durante este tempo, a rivalidade (kayfabe) entre Hart e Vince McMahon aumentava cada vez mais. Isto levou a vários fãs da empresa a não gostarem mais de McMahon, que na época estava participando constantemente de programas semanais, como o presidente da WWF. Apesar de Hart assinar um contrato de 20 anos com a promoção, ela estava em dívidas financeiras muito elevadas no final de 1997 e não poderia pagar o salário. Hart foi considerado pela maioria como o maior lutador de toda a década de 1990, porém McMahon estava descontente com a personalidade de Hart, que segundo ele estava descrescendo e aceitou conversar e renovar o contrato do lutador. No entanto, McMahon deu a oportunidade para Hart de conversar com os comissionários da World Championship Wrestling (WCW) sobre a possibilidade de uma segunda oferta para retirá-lo da WWF. Posteriormente, ele acabaria ingressando na empresa. Sua última luta na WWF foi contra seu rival na vida real Shawn Michaels, no evento Survivor Series, realizado em Montreal, Canadá. A vontade única de Hart era não perder o Campeonato da WWF na sua terra natal em uma das previstas últimas lutas da carreira. McMahon concordou com a ideia de Hart, considerando que ele poderia perder o título na noite seguinte ou no próximo episódio da Raw.
Apesar de Hart declarar para toda a equipe criativa da WWF que não iria levar o título junto para a WCW (em contrapartida a vontade do presidente Eric Bischoff, que de acordo com a biografia do DVD de Hart, traria isto como uma forma de elevar a audiência), McMahon acabou mudando sua ideia de última hora e quebrou a promessa, em um acontecimento que veio a ser conhecido como Montreal Screwjob. McMahon convocou uma reunião surpresa com Michaels e o árbitro do combate Earl Hebner, enquanto Hart fazia gravações para o seu documentário. Hebner terminou a luta quando Michaels aplicou o sharpshooter em Hart, porém ele não havia desistido, mas acabou seguindo as ordens dadas por McMahon. Após a luta, um irado Bret cuspiu na cara de McMahon, destruiu equipamentos televisivos, e acertou um forte soco no vestiário do presidente, em frente à Gerald Brisco, Pat Patterson e o filho de Vince, Shane. Muitos acontecimentos dos bastidores que levaram ao Montreal Screwjob acontecer foram gravados e lançados no documentário Hitman Hart: Wrestling with Shadows, lançado em 1998. A WWE descreve o Montreal Screwjob como "possivelmente o momento mais controverso e chocante de toda a história do entretenimento desportivo".

### World Championship Wrestling (1997-2000)

#### Início na WCW
Um dia após o PPV Survivor Series , Eric Bischoff, enquanto com a New World Order (nWo), anunciou que Bret Hart estaria vindo para a World Championship Wrestling (WCW) e que este uniria-se à nWo. Aproximadamente 1 mês após a Survivor Series, Bret juntou-se à WCW, a principal rival da WWF.
Ele estreou-se no WCW Monday Nitro em 15 de dezembro de 1997, quando foi anunciado pelo diretor-chefe da WCW J.J. Dillon que o "HitMan" seria o juiz especialmente convidado para a luta entre Bischoff e Larry Zbyszko no Starrcade. Bret envolveu-se na luta entre Sting e Hulk Hogan neste mesmo evento, erguendo-se contra o desfecho do combate por achar ter sido um erro do juiz. Ele atacou o juiz Nick Patrick, acusando-o de ter feito uma contagem de 3 rápida demais e bradou para que isto "não acontecesse novamente" (clara referência ao Montreal Screwjob). Durante o período em que a empresa estava sob o comando de Bischoff, a boa vontade em torno de Bret que havia sido gerada em razão do Montreal Screwjob resultou no lutador tornar-se novamente um favorito pelos fãs. Sua primeira rivalidade na WCW foi contra Ric Flair: ambos consideravam-se o melhor lutador profissional de todos os tempos, e uma luta entre eles seria uma das principais do Souled Out de 1998, juntamente com outro aguardado confronto, Lex Luger vs. "Macho Man" Randy Savage. Bret derrotou Flair em sua primeira competição pela WCW. Após o acontecido, Bret começaria a rivalizar com a nWo, derrotando Brian Adams em sua primeira luta na Nitro em 2 de março, e após derrotando o antigo rival da WWF Curt Hennig (conhecido anteriormente como "Mr. Perfect") no PPV Uncensored.

#### Personalidade de vilão e boatos
Em abril de 1998, Bret novamente tornou-se heel em uma Nitro ao interferir em um evento principal da noite - a luta entre Hogan e Randy Savage. Hart auxiliou Hogan a recuperar seu cinturão de Campeão Mundial dos Pesos-Pesados WCW, e não-oficialmente uniu-se à nWo. Bret derrotou Savage em uma luta um contra um no primeiro dos dois principais eventos do Slamboree, isto graças a uma assistência prestada por Hogan. Porém, na noite seguinte durante a Nitro, Roddy Piper (que havia arbitrado a luta como juiz convidado) mudou sua decisão e declarou Savage vencedor por desclassificação de Hart. Em uma luta posterior de duplas no evento The Great American Bash, Bret e Hogan venceram Savage e Piper.
Bret travou sua segunda luta na Nitro em 22 de junho, e derrotou Chris Benoit com a ajuda de membros da nWo: Hart aproveitaria a oportunidade para tentar recrutar seu velho amigo na nWo, mas sua oferta foi rejeitada. No Bash at the Beach, Hart competiu em seu primeiro campeonato por título na WCW ao desafiar Booker T por seu cinturão de Campeão Mundial Televisivo WCW. Isto não lhe rendeu muitos frutos: ele acabou sendo desclassificado após atingir Booker com uma cadeira de ferro. Bret protagonizaria sua primeira Nitro em 20 de julho, derrotando nesta noite Diamond Dallas Page pelo título de Campeão Americano de Pesos-Pesados WCW que estava vago, conseguindo o feito com a ajuda de outro membro da nWo, The Giant.
Na edição de 10 de agosto da Nitro, Hart perdeu o cinturão de campeão americano para o ex-companheiro de WWF Lex Luger. Bret viria a reconquistar o título derrotanto Luger logo na noite seguinte no evento Thunder. No evento principal do evento Fall Brawl, Bret competiria pelo posto de contentor número 1 ao título mundial dos pesos-pesados WCW, porém ele e outros lutadores seriam derrotados por Diamond Dallas Page em uma luta conhecida como WarGames match. Posteriormente, Bret acabou perdindo perdão aos fãs, virando as costas para Hogan e para a nWo e ostensivamente tornando-se face novamente. Uma luta entre Bret Hart and Hollywood Hogan foi então marcada como evento principal da Nitro de 28 de setembro. Durante esta luta, Bret sofreu uma lesão no joelho, e Sting assumiu seu lugar. Porém a trama de Hart e Hogan logo foi revelada: Hart voltou-se contra Sting, aplicando-lhe um DDT, e a luta foi oficialmente cancelada. Sting, sendo um membro do nWo Wolfpac, principais rivais da nWo, foi impiedosamente atacado após a luta. Esta traição iniciou uma ferrenha rivalidade entre Hart e Sting, a qual concluiu-se no PPV Halloween Havoc, onde Hart de maneira controversa defendeu seu título de campeão americano e terminou por lesionar (kayfabe) Sting.
Na edição de 26 de outubro da Nitro, Hart perdeu seu título para Diamond Dallas Page. Os dois ainda protagonizariam o pay-per-view do mês seguinte, World War 3 numa luta pelo título na qual Hart foi derrotado. Porém ele ainda conseguiria arrancar seu velho título de Page na Nitro de 30 de novembro numa luta sem desclassificações, na qual contou novamente com a ajuda de The Giant.
Na Nitro de 8 de fevereiro do ano seguinte, Hart perdeu pela última vez seu título americano para o amigo de família Roddy Piper. Na edição Nitro de 29 de março de 1999, que foi gravada em Toronto no Air Canada Centre, Bret surgiria usando roupas casuais e chamaria Bill Goldberg para o ringue, conclamando que poderia nocauteá-lo em 5 minutos. Quando este surgiu, Bret começou a provocá-lo para que Goldberg viesse atacá-lo com um "encontrão" (tackle). O que Goldberg não sabia era que Bret estava usando um peitoral de aço por baixo de seu agasalho do time Toronto Maple Leafs, o que resultou no grandalhão sendo nocauteado imediatamente. Bret então fez a cobertura no nocauteado Goldberg, fazendo ele mesmo a contagem de 3. Após isto, levantou-se apanhando um microfone e anunciou a todos "Hey WCW, Bischoff, eu me demito!". Com isto, a cena escureceu para os espectadores do programa pela TV, encerrando aquele episódio da Nitro.
Muito foi especulado sobre a declaração de Bret, se era realmente verdade que ele estava deixando a empresa ou apenas parte de um storyline. Dos fatos: Hart havia sofrido uma lesão real na virilha numa disputa contra Dean Malenko em novembro, e precisava de um tempo fora das câmeras para realizar uma cirurgia. Conectando-se com este contratempo, em maio de 1999, a trágica morte de seu irmão Owen Hart num acidente durante um evento da WWF abateu-se sobre a família Hart, o que prolongou o afastamento de Bret por mais 4 meses para que ele pudesse ficar com sua família.

#### Campeão de Pesos-Pesados, entrada na nWo e novo afastamento
Bret Hart retornou ao wrestling como um favorito dos fãs (face) na Nitro de 13 de setembro de 1999 aliando-se à Hulk Hogan numa luta contra Sting e Lex Luger. No programa de 4 de outubro do mesmo ano, ele derrotou Chris Benoit numa luta-tributo à seu irmão Owen - inclusive esta luta tendo ocorrido na Kemper Arena em Kansas City, onde Owen havia morrido meses antes. Bret desafiou Sting pelo seu cinturão dos pesos-pesados WCW na edição de 18 de outubro da Nitro, mas perdeu a luta ao ser atacado por Lex Luger.
Devido a uma controvérsia erguida após uma série lutas pelo cinturão principal da promoção entre Sting, Hogan, e Goldberg no Halloween Havoc, o título foi declarado vago. Um torneio então teve início na Nitro da noite seguinte ao Halloween Havoc. Logo neste primeiro dia de competição, Bret enfrentou Goldberg, valendo uma oportunidade de descanso para o vencedor para a próxima etapa do torneio, além de também ter o título de campeão americano WCW em jogo numa revanche da luta que havia acontecido na noite anterior no PPV Halloween, vencida por Goldberg. Graças a interferência de terceiros, Bret foi capaz de superar Goldberg, dando ao brutamontes sua segunda derrota oficial na WCW, bem como conquistando novamente o cinturão de Campeão WCW dos Estados Unidos, agora pela quarta vez. Bret Hart é o detentor do recorde de reinados pelo título na história da empresa (ele ainda voltaria a fazer história em 2010, ganhando o cinturão pela quinta vez na agora rebatizada WWE, fazendo dele o maior recordista de vitórias pelo título da história).
Seu reinado como campeão americano durou até 8 de novembro. Na Nitro deste dia, Hart perdeu o título para Scott Hall numa luta com escadas (ladder match) na qual também estavam envolvidos Sid Vicious e Goldberg. Porém Bret prosseguiu para conquistar o Campeonato dos Pesos-Pesados WCW derrotando Perry Saturn, Billy Kidman, Sting e Chris Benoit no evento WCW Mayhem, que teve lugar no já familiar à WCW Air Canada Centre em Toronto. Bret sagrava-se campeão pela primeira vez das duas que seria na história da WCW, contando também o sexto título mundial de sua carreira.
Em 7 de dezembro, Hart e Goldberg venceram juntos o título de Campeões Mundiais de "Tag Team" WCW batendo a Creative Control (tornando Hart campeão de dois cinturões). Porém perderam este título não muito depois, na Nitro de 13 de dezembro, numa luta contra The Outsiders. No PPV Starrcade, Bret deveria defender seu título mundial contra Goldberg. Durante a luta, Bret foi atingido na cabeça por um forte chute, o que resultou numa grave concussão. Bret posteriormente especulou que talvez ele tivesse sofrido até três outras concurssões ao longo das lutas que teve nos dias que antecederam a Starrcade, não estando ele à par da gravidade destas lesões. O que desencadeou todo o problema em definitivo foi a tentaiva de Bret de colocar Goldberg em um "figure-four leg lock" em torno do córner que terminou com ele caindo de cabeça no chão de concreto ao lado do ringue, uma vez que Goldberg fracassou em receber o movimento corretamente. As lesões cobraram um alto preço, deixando Bret com sequelas conhecidas como "síndrome pós-concussão", o que forçaria Bret a aposentar-se do wrestling profissional pouco tempo depois.
Bret escreveu mais tarde uma coluna para o jornal Calgary Sun na qual disse que Goldberg "tinha uma forte tendência a ferir todos os que trabalhavam com ele". Como parte de seu documentário em DVD, Bret expressou pesar pelo fato de "alguém de coração tão bom como Bill Goldberg" ter sido o responsável por sua grave lesão. Fato curioso, assim como no Montreal Screwjob, o juiz convidado Roddy Piper simplesmente mandou terminar esta luta no momento em que Bret tinha Goldberg preso em seu "Sharpshooter", mesmo com Goldberg não tendo desistido em momento algum. Piper simplesmente foi-se embora caminhando após o término que ordenou, deixando tanto Goldberg quanto Bret surpresos. Este teria sido o último pay-per-view da WCW em que Bret participaria, bem como o último em que Hart seria o personagem principal.
Após a decisão inconclusiva do evento, Bret não poderia continuar a ser declarado o campeão, e na edição de 20 de dezembro da Nitro, o título ficou vago. Sem mais respeito em relação à Goldberg, Hart sugeriu que ele o enfrentasse aquela noite, não mais tendo ele a vantagem de ser o campeão. A luta serviria para mostrar ao público quem era o verdadeiro campeão, segundo Bret. No decorrer daquela luta, Scott Hall e Kevin Nash desceram ao ringue empunhando tacos de baseball com o intuito claro de partirem para cima de Goldberg. Bret conseguiu convencê-los a parar, apenas para ele mesmo atingir violentamente Goldberg com um dos tacos logo em seguida. Os três continuaram a surrar Goldberg até que eventualmente Jeff Jarrett juntou-se a eles. Como resultado, Hart conseguiu reconquistar seu título, a nWo foi restaurada (agora sob o nome de "nWo 2000"), e Bret tornou-se heel mais uma vez.
Logo no início do ano seguinte, Bret enfrentou Terry Funk numa luta sob regras hardcore sem o título em jogo na Thunder que ocorreu em 6 de janeiro, luta a qual terminou sem vencedor. Em sua luta final pela WCW, ele defendeu seu cinturão de Campeão Mundial dos Pesos-Pesados WCW contra Kevin Nash na edição do tradicional Nitro de 10 de janeiro, luta esta que também terminou sem vencedor. Bret Hart terminaria por vagar o título no final deste mês (janeiro de 2000) quando foi forçado a desistir de sua participação no evento principal do vindouro WCW Souled Out por causa de suas lesões. Bret continuaria a fazer aparições televisivas para a WCW, geralmente em chamadas e pequenas "promos". Ele ainda foi um participante oficial de uma luta estilo battle royal em 3 de maio de 2000 no evento Thunder, que determinaria o contentor número 1 para o título mundial. Esta batalha seria vencida por Ric Flair, que atingiria Hulk Hogan com uma cadeira para alcançar a vitória.
Sua última aparição na WCW aconteceu em 6 de setembro de 2000, novamente em uma edição da Thunder, em uma promoção onde ele confrontou Bill Goldberg sobre a lesão que ele havia sofrido 9 meses antes. A WCW liberou Bret Hart de seu contrato em outubro daquele mesmo ano, devido a sua incapacidade física. Ele anunciaria oficialmente sua aposentadoria do wrestling profissional poucos dias depois.

#### Aproveitamento criativo de Bret na WCW
Mesmo tendo Hart desfrutado de consideráveis sucessos em campeonatos pelo título na WCW, sua linha criativa era vista por muitos como algo "sem sal". O presidente da WCW Eric Bischoff confessou no programa Off The Record do canal esportivo canadense TSN em março de 1998, que não estava bem certo de como poderia utilizar Bret Hart de maneira criativa, mas que tinha planos futuros de criar uma rivalidade (feud) entre ele e Hulk Hogan, estratégia que ele acreditava ser a fonte de "uma tremenda quantia em dinheiro". Esta rivalidade contudo nunca veio a acontecer — ao invés disto, eles tiveram uma luta televisionada no WCW Monday Nitro, na qual Bret foi substiuido por Sting após uma contusão. Bret atacaria Sting, e a luta seria declarada como anulada. Hart teria ainda uma série de lutas contra Hogan em eventos ao vivo ao longo de 1999, tendo todas elas terminado sem vencedor; Bret considera esta sequência com Hogan como uma oportunidade desperdiçada para a promoção WCW.
Ele havia sido avisado por Vince McMahon de que a WCW "não faria ideia do que fazer com um Bret Hart", e expressou sua opinião de que ele foi "mal aproveitado" pela empresa. McMahon disse ainda que a WCW poderia ter "construído toda a sua marca" ao redor de Bret Hart, e que seu uso sem criatividade havia sido "muito afortunado para mim, no que se refere à minha empresa, mas péssimo para Bret pessoalmente". Bischoff citou que, devido ao impacto causado pelo Montreal Screwjob e a morte de seu irmão Owen, Hart não era mais "o mesmo Bret que costumava ser" durante os idos da década de 1990, o que levou à sufocar os storylines preparados para ele: "Mesmo gostando e respeitando muito Bret, havia uma gritante falta de paixão e comprometimento de sua parte". Bret afastou estas ideias, alegando que ele havia entrado para a WCW com a intenção de "causar o maior impacto que eu fosse capaz de causar". Bret cita seu segmento com Goldberg enquanto usava a armadura e sua luta-tributo ao irmão Owen contra Chris Benoit como seus grandes momentos na empresa.

### Aparições após a aposentadoria
No final de 2001, Bret fez aparições como o Comissário (kayfable) da World Wrestling All-Stars (WWA). Em sua primeira grande participação televisiva desde que havia recuperado-se de um AVC, ele viajou até a Austrália para apresentar-se em outro evento da WWA, isto já em maio de 2003. Ele participou, em 16 de novembro de 2005, do programa "Byte This!", que marcou-se por ser sua primeira aparição na programação da WWE desde 1997.
Em 9 de maio de 2007, foi anunciado que Hart faria sua primeira aparição em um evento de wrestling profissional desde a edição de 2006 do WWE Hall of Fame. Bret deu autógrafos no show "The Legends of Wrestling" acontecido no Tropicana Field em St. Petersburg, Flórida. Em 11 de junho de 2007, Bret fez sua primeira participação na Raw desde 27 de outubro de 1997. Nela, ele pode ser visto em uma entrevista pré-gravada onde ele expressava suas opiniões sobre Vince McMahon como parte do segmento "Mr. McMahon Appreciation Night" ("Noite de Apreciação do Sr. McMahon"). Durante os meses de outubro e novembro de 2008, Bret entrou em turnê com as promoções da American Wrestling Rampage, visitando diversas cidades ao longo do Reino Unido e Irlanda, posando para fotógrafos e dando autógrafos antes de cada show. No fim de semana de 11 de julho de 2009, ele fez uma participação no programa One Pro Wrestling em Sheffield, Inglaterra, onde deu uma entrevista. Hart prosseguiu a promover-se, participando agora do evento Ring of Honor, ocorrido em 27 de setembro de 2009 no Manhattan Center em Nova Iorque, onde aproveitou para distribuir autógrafos. Lá ele falou para um grande público, lembrando alguns dos confrontos mais memoráveis que travou na cidade durante sua carreira.

### Retorno à WWE (2009-presente)
Em 28 de dezembro de 2009, após semanas de controvérsia sobre uma possível volta de Hart para a WWE, o presidente Vince McMahon anunciou Bret como o apresentador especial em 4 de janeiro de 2010 da Raw. Esta foi a primeira aparição ao vivo de Hart na Raw após 12 anos, onde confrontou Shawn Michaels e McMahon, relembrando o episódio conhecido como Montreal Screwjob, que aconteceu no Survivor Series de 1997. Hart e Michaels encararam-se, porém mais adiante chegaram a um acordo e deram uma trégua na velha briga deles através de um aperto de mão e um abraço. Enquanto muitos dos membros do plantel da WWE duvidavam sobre a veracidade da reconciliação, os dois homens afirmaram que tal ato foi totalmente sincero. Tal atitude parecia que estava perto de acontecer com McMahon, até que este se virou e acertou um forte chute no intestino de Hart (ao contrário do Montreal Screwjob, isto fazia parte de uma história).
Durante vários encontros no mês seguinte, Hart e McMahon reproduziam fatos similares ao que aconteceram no Montreal Screwjob, como McMahon cuspindo na face de Hart (em inversão ao que ocorreu em 1997) e Hart destruindo parte do equipamento de gravação da Raw (como fez para o equipamento do Survivor Series). No episódio de 15 de fevereiro da Raw, Hart fez um anúncio de despedida da WWE, porém quando ele estava entrando na sua limusine, um outro veículo acertou a parte esquerda e machucou a sua perna. Em 1 de março, Mr. McMahon, aproveitado da situação da perna de Hart, o desafiou para uma luta na WrestleMania XXVI, a qual foi aceita. O combate foi alterado posteriormente para um sem desqualificação e Hart revelou que estava encenando a sua lesão. No dia anterior à luta, a família Hart introduziu Stu Hart no Hall da Fama da WWE, uma decisão controversa que agravou a rivalidade entre Hart e McMahon. Na luta, McMahon tentou comprar a família Hart, que participavam em volta do ringue, mas eles não aceitaram e todos agrediram McMahon, que perdeu facilmente a luta, após desistir quando Bret aplicou o sharpshooter.
No episódio da Raw após a WrestleMania, Hart estava prestes a anunciar sua despedida quando foi interrompido pelos Campeões de Tag Team da WWE The Miz e Big Show, que o agrediram. Este ato fez Hart desafiá-los para uma luta pelos cinturões contra a The Hart Dynasty (DH Smith e Tyson Kidd), formada por parentes de Bret. A The Hart Dynasty acabou por derrotá-los em 26 de abril, com a ajuda de Bret, que ficava no canto da Hart Dynasty nas diversas lutas contra Miz e Show. Miz foi obrigado a escolher um desafiante para uma luta pelo Campeonato dos Estados Unidos da WWE, sendo que ele escolheu Bret invés de Smith e Kidd. Com a ajuda dos seus parentes, Bret derrotou Miz e tornou-se pela quinta vez Campeão dos Estados Unidos, estabelecendo um recorde mundial.

#### Gerente Geral do Raw e aparições esporádicas

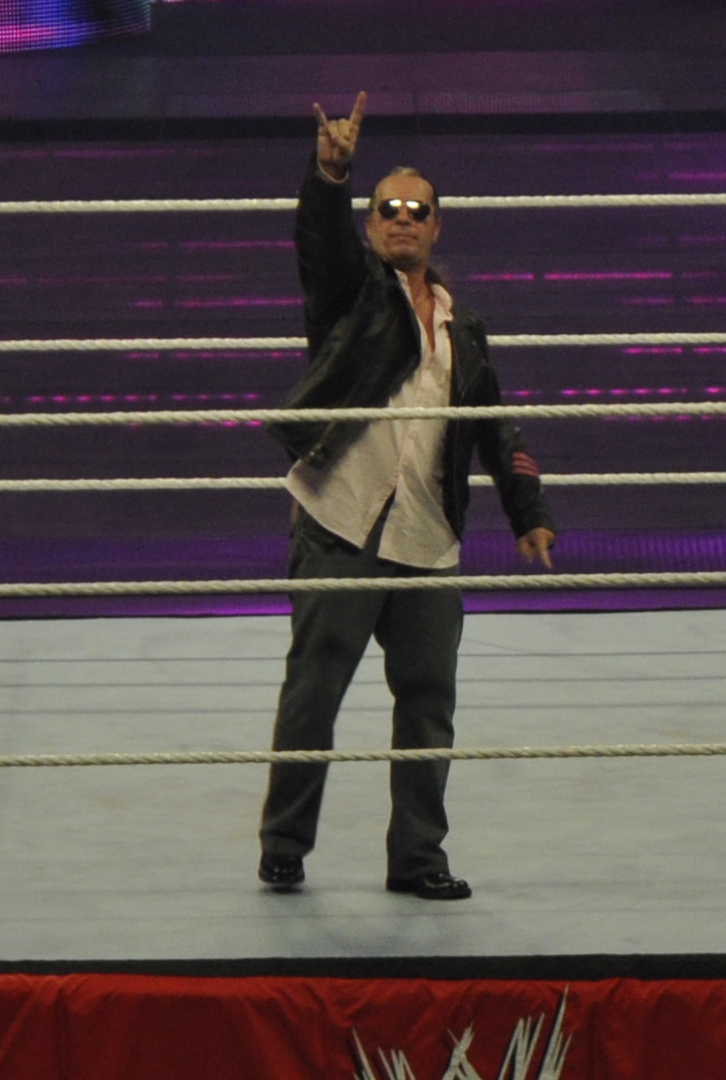
Hart como gerente geral da Raw em 2010

Na edição de 24 de maio da Raw, Hart foi nomeado como gerente geral da Raw, no lugar de Vickie Guerrero. Ele deixou vago o título dos Estados Unidos, que posteriormente foi vencido por R-Truth, e assim retirou-se por completo da carreira de lutador para dedicar-se apenas a ser gerente geral. Na semana seguinte, ele confrontou McMahon, que o parabenizou pelo novo cargo e avisou que teria que tomar cuidado pois nas próximas semanas teria de tomar decisões muito importantes. No episódio seguinte, os participantes da 1ª temporada da NXT solicitaram para Bret um contrato. Hart não aceitou a sugestão e demitiu Wade Barrett, vencedor do concurso. No final daquela noite, todos os oito lutadores atacaram a Bret e a todos que estavam em volta do ringue e obrigaram uma resposta até o pay-per-view Fatal 4-Way. Por razões não divulgadas, Bret não compareceu ao evento e foi advertido por McMahon na noite seguinte, repreendendo sua ausência e contratado segurança máxima para evitar mais confusões dos participantes da NXT, e demitiu Bret da função de Gerente Geral
Após tal atitude, o perfil de Bret Hart foi retirado do site WWE.com. Alguns meios de notícia especulavam que o contrato de Bret havia sido rescindido, sendo que o Lloyd's of London, que tem uma ação de seguros sobre Hart após a sua saída da WCW, estava descontente com o baixo nível físico das suas participações na WWE. Após cinco semanas de ausência, Hart retornou na edição de 19 de julho da Raw, onde foi convocado por John Cena para participar da luta 7 vs. 7 no SummerSlam, juntamente com The Great Khali, R-Truth, Edge, Chris Jericho, John Morrison contra a The Nexus, formada pelos integrantes da primeira temporada da NXT com exceção de Daniel Bryan. No evento, Hart acabou sendo desqualificado por atingir Skip Sheffield com uma cadeira de aço, porém sua equipe sagrou-se vencedora do combate.
Em 16 de agosto, Hart deveria participar da luta Raw vs. Nexus contra Justin Gabriel, porém acabou sendo substituído por Randy Orton, já que o gerente geral anônimo citou que possuía uma rivalidade de grande tempo com Hart. No 900° episódio da Raw, Hart havia sido programado para enfrentar The Undertaker, porém tal luta nunca aconteceu, já que seu adversário acabou sendo atacado pela Nexus e por Kane. Esta seria a última participação da Nexus em um evento televisivo da WWE. Em 25 de setembro, a WWE organizou um evento em homenagem à Bret, onde ele participou da luta 6 vs. 6, onde fez tag team com a The Hart Dynasty, onde derrotaram os membros da Nexus Heath Slater, Justin Gabriel e Michael Tarver, após Hart aplicar o sharpshooter em Gabriel. Na Raw de 18 de outubro, Hart participou da luta preliminar entre Orton, Sheamus e Barrett, como árbitro especial e ao final do combate, ele salvou Orton dos ataques da Nexus e aplicou o sharpshooter em Slater. Em novembro de 2010, o contrato de Hart com a WWE expirou.
Hart reapareceu no pay-per-view Over the Limit, em 22 de maio de 2011. Quando Michael Cole tentou fugir do ringue após sua luta contra Jerry Lawler, Hart o jogou de volta, aplicando um Sharpshooter e obrigando Cole a beijar o pé de Lawler. Em entrevista ao site oficial da WWE, Hart relatou que estava no evento a pedido de Lawler (kayfabe). Na noite seguinte, no Raw, Hart foi o árbitro da luta entre CM Punk e R-Truth e John Cena e Rey Mysterio. Durante a luta, Hart aplicou um Sharpshooter em Punk, dando ao time de Rey e Cena a vitória. No SmackDown de 26 de agosto, Hart foi nomeado Gerente Geral por aquela noite, em sua cidade-natal, Calgary. Ele foi confrontado por Christian, que exigiu uma luta pelo World Heavyweight Championship. Hart, então, marcou uma luta Steel Cage para o episódio da semana seguinte.
Hart retornou ao Raw em 12 de setembro, confrontando o então-Campeão da WWE Alberto Del Rio. Mais tarde naquela noite, Hart e John Cena derrotaram Del Rio e Ricardo Rodriguez. No milésimo episódio do Raw, em 23 de julho de 2012, Hart foi locutor da luta entre The Miz e Christian pelo WWE Intercontinental Championship. Hart retornou no Raw de 10 de setembro, em Montreal, sendo confrontado por CM Punk e entrevistando John Cena. Durante a entrevista, Hart socou Punk. Hart participou do painel de discussão do Survivor Series de 2013.

## Homenagens e prêmios

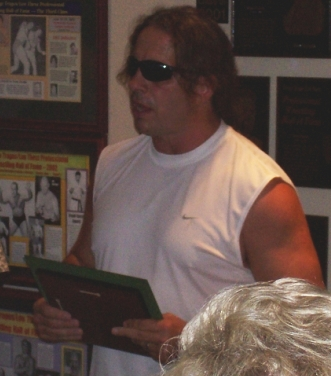
Hart aceita sua introdução no George Tragos/Lou Thesz Professional Wrestling Hall of Fame

Bret Hart foi creditado pela WWE e por grandes e proeminente figuras do segmento como um dos maiores lutadores de wrestling profissional de todos os tempos. Além disto, a WWE também o descreveu como um dos maiores nomes na história do negócio, e sobre sua monstruosa popularidade, declararam que "na década de 1990, houve pouquíssimos, isto se houve de fato algum, Superstar na indústria tão popular como Bret “Hit Man” Hart". A WCW o descreveu não menos grandiosamente, declarando ser ele "universalmente respeitado por todos os outros lutadores de wrestling, e provavelmente o mais puro lutador profissional à ter calçado um par de botas". A organização também o chamou de "incrível atrativo internacional, arrastando incontáveis legiões de fãs ao redor de todo o globo". Desde a aposentadoria de Bret, o diretor e presidente da WWE, Vince McMahon, o descreveu como o maior lutador técnico e melhor narrador de histórias de toda a hitória da indústria, e que nunca falhava em apresentar a melhor luta da noite sempre que competia. Stone Cold Steve Austin, The Undertaker, Shawn Michaels, Chris Benoit, Roddy Piper, Bam Bam Bigelow e outros lutadores profissionais nomearam Bret com um de seus adversários favoritos. O narrador veterano da AWA, WWF/E e WCW, Gene Okerlund, afirmou que Bret deveria figurar na lista de qualquer pessoa como um dos lutadores de wrestling profissional "Top 10" de todos os tempos. Os sempre fiéis leitores da Pro Wrestling Illustrated (PWI) elegeram Bret Hart o maior lutador de wrestling de 1993 e 1994 no "PWI 500", e também o "Lutador de Wrestling mais Inspirador do Ano" em 1994. O "HitMan" foi votado como o "Superstar WWE do Ano" em 1993 por seus fãs. A PWI o rankeou o número 4 dentre os "500 Top" lutadores de wrestling na premiação "PWI Years" em 2003, ficando atrás apenas de Hulk Hogan, Ric Flair e Andre The Giant. Além de tudo, a WWE também o creditou por ter popularizado o movimento de submissão "Sharpshooter", nomeado pela organização como a submissão mais devastadora da história do wrestling profissional.
Em 2004, Bret Hart foi escolhido como um dos agraciados na tradicional competição "The Greatest Canadian" ("O Maior Canadense"), vindo a obter a trigésima-nona posição. Ele foi, inclusive, o que mais advogou pela vitória do comentarista da NHL e famoso canadense Don Cherry durante a porção televisionada da competição.
Bret declarou que sua carreira no wrestling profissional estaria terminada após a tunê americana de seu livro. Ele acreditava que sua carreira estaria completa após dizer adeus à seus fãs americanos em várias tardes de autógrafos ao seu livro para promover seu lançamento nos Estados Unidos. Bret estava satisfeito em dizer adeus ao wrestling através de seu livro ao invés de atuando por uma promoção, após ter passado 7 anos no projeto. "Eu gostaria de ser relembrado como grande narrador de histórias sobre minhas lutas, não por uma última chance de arrancar mais alguns trocados", disse ele. "Eu entendo respeitosamente que minha luz no wrestling esta se apagando, eu posso viver com isto.". Bret disse ainda que quase desistiu do projeto enquanto tentava lutar contra a doença que o acometeu após seu AVC em 2002. Porém, a vontade dele de dar um grande desfecho para sua carreira de lutador de wrestling falou mais alto. "Um porção de vezes eu quis desistir pois era muito difícil reviver alguns daqueles eventos. Mas eu não poderia despedir-me de meu personagem wrestler enquanto não terminasse".
Em 16 de fevereiro de 2006, em um episódio da Raw, foi anunciado de que Bret Hart seria um dos introduzido ao Hall da Fama, classe de 2006. Bret também, foi interpelado por Vince McMahon sobre uma potencial luta entre ambos na WrestleMania XXII, mas declinou a oferta. Em 1 de abril de 2006, Hart foi induzido no Hall da fama por ninguém menos que "Stone Cold" Steve Austin. Ele agradeceu a cada lutador com quem já havia trabalhado (agradecendo até mesmo à Vince McMahon) e disse estar "num ótimo ponto de minha vida". Mesmo com as recusas de Bret nos tempos da WrestleMania XXII, a ideia de uma luta entre ele e McMahon foi revivida em 2010 após a participação especial  de Bret na edição de 4 de janeiro da Raw. Finalmente, em 1 de março daquele ano, foi confirmado que os dois antigos "desafetos" teriam sua disputa na WrestleMania XXVI.
Em 15 de julho de 2006, Bret Hart foi introduzido ao George Tragos/Lou Thesz Professional Wrestling Hall of Fame, no Museu e Instituto Internacional do Wrestling em Newton, Iowa. O induto teve lugar em uma imensa sala de conferências completamente lotada, onde era possível admirar-se as jaquetas que Hart utilizava em suas entradas, todas dispostas para exposição. Esta honraria é somente concedida aos atletas que possuam tanto experiência no wrestling profissional quanto no amador, tornando assim Hart um dos mais jovens indutados deste Hall da fama. Durante a apreciação, Bret comparou este induto ao seu lugar no WWE Hall of Fame, dizendo "Esta é para mim uma honra muito maior".
Em junho de 2008, Bret retornaria à cerimônia do George Tragos/Lou Thesz Pro Wrestling Hall of Fame, desta vez para indutar seu pai Stu Hart. Durante esta cerimônia de induto em Waterloo, Iowa, ele ridicularizou o editor da revista Slam Wrestling Greg Oliver, chamando-o de "charlatão" e suas publicações sobre wrestling "ficção" criada para pagar-se tributo para wrestlers famosos na mídia. Ao final de seu discurso, Bret deu o ultimato "Ou você vai, ou vou eu." Após Oliver recusar-se a deixar o lugar, Bret foi-se embora da cerimônia, sob grandes aplausos de outros lutadores presentes.
Em 16 de outubro de 2010, Bret Hart receberia mais uma honraria durante o evento MainStream Wrestling Entertainment's Maritime Wrestling Expo em Halifax, Nova Escócia. O prefeito de Halifax, Peter Kelly, declarou a data como sendo o "Dia de Bret "Hit Man" Hart" e fez uma proclamação em honra das contribuições de Bret para o wrestling durante sua carreira e por este ter nomeado a cidade de Halifax como o lugar que para ele tornou-se o favorito para apresentar-se. Bret também recebeu recebeu uma placa personalizada da MainStream Wrestling Entertainment, a qual foi concebida pela equipe Custom Design Cycle de Liverpool.
Em dezembro de 2010, a WWE lançou um DVD chamado "50 Greatest Superstars of All-Time" ("Os 50 Maiores Lutadores de Wrestling de Todos os Tempos"), no qual Bret foi colocado na 4 posição após Steve Austin, Undertaker e Shawn Michaels.

## Outros trabalhos

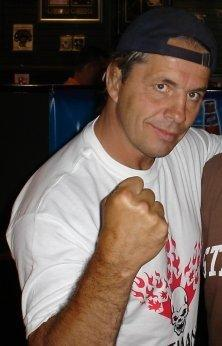
Bret Hart escreveu uma coluna semanal para o tradicional jornal canadense Calgary Sun entre junho de 1991 até outubro de 2004

### Escritor
Bret Hart escreveu uma coluna semanal para o tradicional jornal canadense Calgary Sun entre junho de 1991 até outubro de 2004.
Em 16 de outubro de 2007, a autobiografia de Bret intitulada Hitman: My Real Life in the Cartoon World of Wrestling (literalmente "Hitman: Minha Verdadeira Vida no Desenho-Animado do Wrestling"), foi lançada no Canada pela editora Random House Canada, e nos Estados Unidos pela Grand Central Publishing no outono de 2008, lançamento este acompanhado por uma turnê americana de promoção do livro. Bret come;cou a trabalhar no livro em julho de 1999 sendo assistenciado por Marcy Engelstein, sua amiga de longa data e sócia nos negócios. Eles não conseguira terminar o livro até setembro de 2007 - oito anos após seu início. Isto deu-se em decorrência do AVC sofrido por Bret em 2002, juntamente com outras numerosas tragédias e contra-tempos que ocorreram ao longo do processo de escrita. As crônicas de Bret foram todas baseadas num audio-diário que ele manteve em todos os anos de estrada no wrestling profissional.

### Ator
De 1995 a 1996 Bret Hart figurou na série de TV "Lonesome Dove" interpretando o personagem Luther Root e ainda apareceu em um episódio da série noventista de produção canadense "The Adventures of Sinbad" caracterizado como Eoff, um guerreiro viquingue. Ele fez inúmeras participações televisionadas desde então, incluindo uma ponta como convidado especial em 1997 no desenho Os Simpsons (como ele mesmo, no episódio "The Old Man and the Lisa") e uma curtíssima temporada interpretando o "Gênio" numa versão para o teatro da produção Aladdin em 2004, papel que reprisaria durante a turnê canadense da produção no final de 2006. Hart ainda apareceu em episódios de "Honey I Shrunk The Kids" (série americana baseada no filme homónimo, que no Brasil ficou conhecido como "Querida, Encolhi as Crianças") em que seu irmão participou com ele, além de aparecer no humorístico canadense "Big Sound" e em "The Immortal". Bret ainda dublou o personagem Hooded Fang  no seriado televisivo "Jacob Two-Two".
Em 1994, Bret ainda representou um prisioneiro no filme Natural Born Killers (no Brasil, Assassinos por Natureza), do diretor Oliver Stone. Porém a cena em que ele apareceria foi cortada da versão final.
Bret Hart também apresentaria-se como convidado da série humorística MADtv, em 1997, exibindo nesta ocasião seu cinturão WWF. Mais tarde, em 1999 e 2000, Bret retornaria aos estúdios do MADtv em um esquete com o ator Will Sasso]no qual ambos rivalizavam. O esquete foi além do programa humorístico e acabou chegando ao World Championship Wrestling, onde Bret e Sasso enfrentaram-se numa das edições do WCW Monday Nitro. Bret derrotaria Sasso decisivamente no evento.

### Relacionados ao wrestling
Bret Hart foi ainda o protagonista do documentário de 1998, Hitman Hart: Wrestling with Shadows, cujas crônicas e eventos levam em sua transição da WWF para a WCW.
Pelo ano de 2005, WWE anunciou o lançamento do DVD com três discos originalmente batizado de Screwed: The Bret Hart Story (traduzindo toscamente, "'Sacaneado': A História de Bret Hart"), título em referência ao infame Montreal Screwjob. Após uma aproximação da empresa sobre Bret aparecer no DVD, o "Hitman" visitou o escritório-central da WWE em 3 de agosto de 2005 e encontrou-se com Vince McMahon. Bret filmou mais de 7 horas de entrevistas para o documentário, o qual foi rebatizado como Bret "Hit Man" Hart: The Best There Is, The Best There Was, The Best There Ever Will Be. Este lançamento em DVD inclui ainda um compêndio com as lutas favoritas de Bret, incluindo uma luta contra seu irmão Owen ocorrida em White Plains, Nova Iorque e sua primeira luta contra Ricky Steamboat. Antes de lançar o DVD, a WWE ainda lançou uma revista especial cobrindo a carreira de Bret. Esta coleção foi oficialmente lançada em 15 de novembro de 2005.
Em 6 de abril de 2010, a WWE lançou Hart & Soul: The Hart Family Anthology (em português, "Hart - o nome fazendo menção a palavra 'Coração' - e Alma: A Antologia da Família Hart") que trata-se de um kit com três DVD trazendo fatos nunca antes vistos sobre a família de wrestlers Hart, bem como 12 lutas bônus. É um relato único, recheado de cenas caseiras inéditas da família, bem como entrevistas com os Hart ainda vivos hoje.
Bret Hart participou de inúmeros talk shows (Larry King Live, Nancy Grace, Hannity & Colmes, On the Record with Greta Van Susteren, entre muitos outros da TV americana) falando sobre o duplo assassinato e suicídio de Chris Benoit. Hart ainda é mostrado colocando Benoit em seu movimento de terminação, o "Sharpshooter" durante os créditos iniciais da série humorística infantil Malcolm in the Middle (no Brasil conhecida apenas como Malcolm), cenas as quais foram tiradas da gravação de WCW Mayhem, de 1999.
Em 2010, a Fight Network lançou um documentário intitulado "Bret Hart - Survival of the Hitman" produzido por John Pollock, Jorge Barbosa e Wai Ting, narrando a ascensão de Hart, sua separação da WWE em 1997 e sua estrada de volta à empresa em janeiro de 2010. O documentário trás entrevistas com Bret, membros da família, Carl DeMarco, o ex-agente esportivo Gord Kirke, o produtor do outro documentário - Wrestling with Shadows Paul Jay e outros.

## Vida pessoal

### Família
Hart casou-se com Julie Smadu-Hart (nascida em 25 de março de 1960), cerimônia que deu-se em 8 de julho de 1982. Bret e Julie tiveram 4 filhos: Jade Michelle Hart (nascida em 31 de março de 1983); Dallas Jeffery Hart (nascido em 11 de agosto de 1984); Alexandra Sabina Hart (nascida em 17 de maio de 1988), apelidada por seus pais de "Beans"; e Blade Colton Hart (nascido em 5 de junho de 1990). Os 4 corações localizados na perna direita de sua malha de luta simboliza seus 4 filhos, o mesmo sendo os 4 pontos após sua assinatura. Bret e Julie separaram-se em maio de 1998 e eventualmente divorciaram-se legalmente em 24 de junho de 2002, apenas horas antes de Bret sofrer seu AVC. Bret casou-se uma segunda vez com uma italiana chamada Cinzia Rota em 2004, mas acabaram por divorciarem-se em 2007 após não conseguirem entrar em acordo sobre onde moraria o casal. Em julho de 2010, Hart teria seu terceiro casamento, desta vez com uma mulher chamada Stephanie Washington. Esta união dura até hoje.
Seus 7 irmãos são todos lutadores de wrestling profissional ou estão envolvidos nos bastidores do negócio. Suas 4 irmãs são todas casadas com lutadores profissionais. 3 de seus cunhados - Dynamite Kid, Davey Boy Smith, e Jim Neidhart - tiveram carreiras de sucesso no ramo. Seu irmão caçula Owen Hart tornou-se um lutador de wrestling condecorado por seus próprios méritos antes de sua morte em 1999, causada por um acidente real durante o pay-per-view  da WWF Over the Edge.
Quando Hart iniciou seu controverso feudo "Canada versus America", ele foi hostilizado em público, acusado de ser um antiamericano e constantemente mandado por fãs americanos "Volte para o lugar de onde veio!". Bret respondeu em entrevista para o jornal canadense Calgary Sun, declarando que "existe uma diferença entre show e realidade". Na verdade, Bret Hart possui dupla cidadania entre Canada e Estados Unidos, uma vez que sua mãe era natural de Long Island, em Nova Iorque.
Em 24 de junho de 2002, Bret Hart sofreu um AVC após bater sua cabeça em uma queda de bicicleta. O jornal The Calgary Herald noticiou que Bret passou por um buraco na rua, soltou-se do guidão e caiu de costas, com a parte posterior de sua cabeça diretamente no chão. Bret sofreu paralisia em todo o lado esquerdo do corpo, sendo necessários meses de fisioterapia. Bret recuperou muito de seus movimentos desde então e encontra-se com boa saúde, mesmo ainda sofrendo de instabilidade emocional e outras sequelas permanentes, comuns aos sobreviventes de um AVC. Bret relatou em detalhes o evento de seu acidente em sua autobiografia Hitman: My Real Life In The Cartoon World of Wrestling. Ele tornaria-se mais tarde o porta-voz do programa canadense de recuperação para vítimas de AVC March of Dimes.
A equipe de Hóquei no gelo Calgary Hitmen foi batizada desta maneira em homenagem à Bret Hart, o qual foi um dos principais fundadores e é um dos donos até hoje.
Em 1 de fevereiro de 2016, Hart revelou que foi diagnosticado com câncer de próstata via uma publicação no Facebook.

### Rivalidade com Ric Flair
O ano era 2004 quando Hart iniciou uma rivalidade real com Ric Flair. Em sua autobiografia, Flair critica Bret por supostamente explorar comercialmente a morte de seu irmão, Owen Hart, e levanta ainda mais controvérsias em torno do Montreal Screwjob. Ele ainda conclamou nesta mesma autobiografia que, independente da popularidade do "Hitman" no Canada, ele não era um "super-astro arrebatador de bilheterias" em qualquer outra parte do mundo, uma alegação que Bret Hart afastou como "simplesmente ridícula" em sua coluna semanal para o Calgary Sun. Hart alegou que angariou muito mais bilheterias que Flair, citando suas performances em eventos badalados, tendo arenas sempre com lotação esgotada ao longo de toda a sua carreira na WWF, enquanto Flair lutou em arenas praticamente vazias. Ele ainda criticou Flair no que ele tomou por insultos aos seus amigos Mick Foley e Randy Savage. Bret reconhece um declínio na popularidade da WWF durante a metade dos anos 1990, porém ele e outros da mesma forma, sentiram que isto deu-se principalmente pela banalização do sexo nos shows da empresa e escândalos com esteroides atribuídos à mesma, bem como a aquisição de ex-lutadores da WWF pela WCW.
Em contraste com as alegações de Ric Flair, o dono da WWE Vince McMahon havia dito que qualquer companhia que contratasse Hart poderia "criar toda a sua marca ao seu redor (de Bret)", descrevendo-o como um  "extraordinário astro do qual você tinha certeza sempre lhe dar a melhor luta da noite toda a vez que competisse". McMahon adicionaria ainda que foi "uma grande sorte para mim, em termos de negócio" que sua principal rival, a WCW, não tivesse utilizado todo o potencial que Hart tinha a oferecer. A WCW descreveu Hart como "um incrível atrativo internacional, arrastando multidões de fãs ao redor do mundo".

## No wrestling
- Movimentos de finalização
  - Sharpshooter[20][66]
  - Spike piledriver[1][67]
- Movimentos secundários
  - Bulldog, algumas vezes da segunda corda
  - DDT[67]
  - Dropkick
  - Figure four leglock[1][66]
  - Headbutt,[67] muitas vezes atingindo o abdômen do oponente[1]
  - Inverted atomic drop[1]
  - Kip-up
  - Múltiplas variações de pin
    - Backwards flip seguido de um cover
    - Crucifix
    - Inside cradle
    - Roll-up
    - Sunset flip
    - Victory roll

  - Múltiplas variações de suplex
    - Bridging / Release German
    - Snap[1]
    - Vertical,[67] muitas vezes da terceira corda[1][66]

  - Pendulum backbreaker[1][66][67]
  - Russian legsweep[66][67]
  - Seated senton na perna do oponente da primeira corda
  - Axe handle elbow drop da segunda ou terceira corda ou um side elbow drop[1][66]
  - Sleeper hold
  - Standing legdrop
  - Pisões no abdômen do oponente[1]
  - Suicide dive
  - Swinging neckbreaker
- Com Jim Neidhart
  - Hart Attack[1]
- Managers
  - Jimmy Hart[68][69]
- Alcunhas
  - Buddy "The Hearthrob" Hart[1]
  - Bret "The Hitman" Hart[1]
  - "The Excellence of Execution"[1]
  - "The Best There Is, The Best There Was and The Best There Ever Will Be"
  - "The Pink and Black Attack" (enquanto fazia tag team com Jim Neidhart)
- Músicas de entrada
  - "Hart Beat" por Jimmy Hart e J.J. Maguire (WWF; 1988–1994)
  - "Hitman" por Jim Johnston, Jimmy Hart, e J.J Maguire (WWF; 1994–1997)
  - "Hitman in the House" (WCW; 1997–1999)
  - "Hitman Theme" por Keith Scott (WCW; 1999–2000)
  - "Rockhouse" por Jimmy Hart e H. Helm (WCW; usado quando membro da nWo; 1999–2000)
  - "Return of the Hitman" de Jim Johnston (WWE; 2009-2010)

## Títulos e prêmios

### Wrestling amador
- Campeonatos escolares e citadinos, Calgary (1974)[4][7]
- Campeão da Universidade de Mount Royal (1977)[4][9]

### Wrestling profissional
- Cauliflower Alley Club
  - Prêmio Iron Mike (2008)
- Nevermore Championship Wrestling
  - Campeonato de Pesos-Pesados da NCW (1 vez)
- Professional Wrestling Hall of Fame and Museum
  - Classe de 2008
- Pro Wrestling Illustrated
  - PWI Regresso do Ano (1997)[70]
  - PWI Rivalidade do Ano (1993)[27] vs. Jerry Lawler
  - PWI Rivalidade do Ano (1994)[27] vs. Owen Hart
  - PWI Luta do Ano (1992)[13] vs. British Bulldog no SummerSlam
  - PWI Luta do Ano (1996)[13] vs. Shawn Michaels em uma luta Iron Man na WrestleMania XII
  - PWI Luta do Ano (1997)[13] vs. Steve Austin em uma luta de submissão na WrestleMania 13
  - PWI Lutadores Mais Odiado do Ano (1997)[71]
  - PWI Lutador Mais Inspirador do Ano (1994)[72]
  - PWI Prêmio Stanley Weston (2003)[73]
  - PWI o colocou como 1° dos 500 melhores lutadores individuais durante a PWI 500 de 1993 e 1994[30][74]
  - PWI o colocou como 4° dos 500 melhores lutadores de todos os tempos durante a "PWI Years" de 2003[75]
  - PWI o colocou como 37° dos 500 melhores tag teams junto com Jim Neidhart em 2003[76]
- Stampede Wrestling
  - Campeonato Internacional de Tag Team da NWA (versão Calgary) (5 vezes) – com Keith Hart (4) e Leo Burke (1)[77]
  - Campeonato Britânico da Commonwealth de Pesos-Médios da Stampede (3 vezes)[78]
  - Campeonato Norte-Americano de Pesos-Pesados da Stampede (6 vezes)[79]
  - Stampede Wrestling Hall da Fama[80]
- World Championship Wrestling
  - Campeonato de Pesos-Pesados dos Estados Unidos da WCW (4 vezes)[81]
  - Campeonato de Pesos-Pesados da WCW (2 vezes)[82]
  - Campeonato Mundial de Tag Team da WCW (1 vez) – com Goldberg[83]
- World Wrestling Council
  - Campeonato do Caribe de Tag Team da WWC (1 vez) – com Smith Hart[84]
- World Wrestling Federation / World Wrestling Entertainment
  - Campeonato dos Estados Unidos da WWE (1 vez)[81]
  - Campeonato da WWF (5 vezes)[85]
  - Campeonato Intercontinental da WWE (2 vezes)[86]
  - Campeonato de Tag Team da WWF (2 vezes) – com Jim Neidhart[87]
  - King of the Ring (1991, 1993)
  - Superstar do Ano da WWF (1993)[29]
  - Royal Rumble (1994)1[88]
  - Segundo Campeão da Tríplice Coroa[88][89]
  - Hall da Fama da WWE (Classe de 2006)
  - Slammy Award por Melhor Movimento (1996) The Sharpshooter[90]
  - Slammy Award por Melhor Video Musical (1996)[90]
  - Slammy Award por Luta do Ano vs. Shawn Michaels no WrestleMania XII (1996)[90]
  - Gerente Geral do Raw (24 de maio de 2010 - 20 de junho de 2010)

1Hart foi declarado vencedor junto com Lex Luger após ambos se eliminarem simultaneamente.

## Informação adicional
- Hart, Bret (2008), Hitman: My Real Life in the Cartoon World of Wrestling, ISBN 9780307355676, Vintage Canada
- Hart, Bret; Lefko, Perry (março de 2000). Bret "Hitman" Hart: The Best There Is, the Best There Was, the Best There Ever Will Be. [S.l.]: Balmur/Stoddart. ISBN 0773760954

Documentário
- Bret Hart, Owen Hart, Vince McMahon (8 de dezembro de 2009). Hitman Hart: Wrestling with Shadows (Documentário)